# Operatie Roundup
Operatie Roundup was een niet-uitgevoerd plan van de geallieerden in de Tweede Wereldoorlog voor een offensief op het Franse vasteland in het voorjaar van 1943.

## Geschiedenis

### Ontstaan
Op 8 april 1942 vond in Londen overleg plaats tussen de Amerikaanse generaal George Marshall, Harry Hopkins (persoonlijk vertegenwoordiger van de Amerikaanse president) en Winston Churchill, premier van het Verenigd Koninkrijk. De Amerikanen drongen er sterk op aan om direct te beginnen met de voorbereiding voor een groot offensief op het Franse vasteland, dat moest plaatsvinden in het voorjaar van 1943. Het plan kreeg de naam Operatie Roundup.

### Plan
Operatie Roundup ging uit van een landing op de Franse kust in de lente van 1943. De overgeplaatste troepen moesten daarna standhouden in een klein bruggenhoofd, waarin aanvoer van versterkingen moest plaatsvinden. De bedoeling was om in het najaar van 1943 uit het bruggenhoofd te breken. 
Men kwam echter al snel tot de conclusie dat het plan niet haalbaar was, omdat men met de beschikbare scheepsruimte maximaal negen divisies over zee kon transporteren. Bijkomend probleem was het weer in het najaar. Door het slechte weer was transport over zee lastig, hetgeen ertoe kon leiden dat de versterkingen te laat zouden aankomen.